# 長洲一二
長洲 一二（ながす かずじ、1919年7月28日 - 1999年5月4日）は、日本の政治家、経済学者。専門はマルクス経済学。
神奈川県知事（民選第8・9・10・11・12代）、地方分権推進委員会委員、神奈川県国際交流協会会長、かながわ学術研究交流財団理事長、湘南国際村協会社長などを歴任した。位階勲章は従三位勲一等瑞宝章。

## 経歴
東京府東京市神田区（現在の東京都千代田区神田）出身。安田商業学校（現：安田学園中学校・高等学校）を卒業後、1937年に日本銀行入行、1939年に退職し、1941年に横浜高等商業学校（現：横浜国立大学）を卒業する。1944年には東京商科大学（現：一橋大学）を卒業。マルクス主義やアダム・スミスが専門の高島善哉ゼミナール出身。ゼミの後輩にのちに長洲神奈川県政の産業政策に参画した平尾光司（元日本長期信用銀行副頭取）がいる。
1944年、三菱重工業に入社。同年、短期現役士官として大日本帝国海軍に入隊し、海軍経理学校に入学。第11海軍航空廠付少尉などを経て、1945年、海軍経理学校を卒業した。同年、終戦に伴い復員し母校東京商科大学特別研究生に着任。連合国軍最高司令官総司令部翻訳部を経て、1946年から極東軍事裁判所言語部に勤務。
1947年母校横浜経済専門学校（現横浜国立大学）教官。1949年に横浜国立大学助手兼講師、1951年に同助教授、1963年に同教授にそれぞれ着任した。1964年から1968年までと1969年から1970年まで経済学部長を務めた。1974年大学を依願退官する。
この間、1959年には安東仁兵衛らとともに雑誌『現代の理論』創刊に参加し（同年廃刊）、日本共産党を離党。1964年、第2次『現代の理論』創刊にも関わり主要執筆者の一人となった（1989年廃刊）。
1975年に神奈川県知事選挙に出馬して初当選。以降、1995年までの5期20年間に渡り、神奈川県知事を務めた。知事在職時の功績としては、県知事就任時の県の財政赤字を2年で立て直したこと。県立社会福祉施設整備の「やまゆり計画」、県立病院整備の「かもめ計画」の推進。都道府県レベルでは初の情報公開条例を1982年に制定し、1993年には公文書館を創設したこと。高校の不足に対応するため高校百校を新設したこと（1987年に達成）。「かながわサイエンスパーク」（1989年）や「湘南国際村」（1994年）の創設。1992年、横浜市の保土ヶ谷公園内に神奈川フィルハーモニー管弦楽団の練習場としてかながわアートホールの建設・開館を行ったことなどが挙げられる。
知事退職後は地方分権推進委員会委員や、1995年からは神奈川県国際交流協会会長、1996年からはかながわ学術研究交流財団理事長及び湘南国際村協会社長などを歴任。
1996年、従三位勲一等瑞宝章を受章。1999年5月4日、肝臓癌で療養中に脳梗塞で死去。県民葬が執り行われた。

### 批判
山田宗睦が1965年に刊行した『危険な思想家』に「私も微力ながら、彼の戦列にはせ参じたい」という「興奮している」推薦文を寄せたことを林房雄から批判されており、竹内洋によると山田や長洲らは自分たちのネットワークを壊し孤立させようとしている学者を告発しているにすぎないと吉本隆明から批判されている。

## 人物
- 横浜国立大学教授時代のゼミ生に、作家の沢木耕太郎[1]や、武者陵司元ドイツ証券東京支店副会長、杉田亮毅元日本経済新聞社社長[8]、内田弘専修大学名誉教授[2]、栗田健元学校法人明治大学総長、岸本重陳横浜国立大学元経済学部長、神代和欣横浜国立大学名誉教授[9]、黒川和美法政大学名誉教授[10]などがいる。イーサプライ代表取締役の長洲等志は長男[11]。
- ゼミの学生から先生と呼ばれるのを好まず「長洲さん」と呼ばれた。また、ゼミの学生が研究者の道を進むことは好まなかったが、1979年にはゼミOBの研究者が集まり還暦記念論文集『現代資本主義と多元社会』を出版[2]。
- 堀部政男一橋大学法学部教授の協力を得て県知事として全国に先駆けて情報公開条例を提案し話題になるも[3]、1982年、山形県最上郡金山町に先に導入されてしまった。
- 当初は革新自治体の代表例でもあったが、次第に自民党への接近と日本共産党の排除を強めていき、相乗りオール与党の代表例ともなった。
- 後援会「長洲一二と県民の会」の代表は、大学の同窓で京都大学名誉教授の宮崎義一が務めた。
- 『地方の時代』という言葉は長洲一二の造語である。
- 長女真知子の夫は写真家金瀬胖(金瀬俊雄の次男)[12]